# Zeesnoek
De zeesnoek (Sphyraena sphyraena) is een straalvinnige vissensoort uit de familie van de barracuda's (Sphyraenidae). De wetenschappelijke naam van de soort is gepubliceerd in 1758 door Linnaeus in de tiende editie van Systema naturae. 

## Kenmerken
Het lichaam van deze vraatzuchtige rover is langwerpig en fijngeschubd met een stevige gelobde staart.

## Verspreiding en leefgebied
Deze soort komt schoolsgewijs voor in de gematigde wateren van de Middellandse Zee en de Atlantische Oceaan.